# 法尔克·博登
法尔克·博登（德語：Falk Boden，1960年1月20日—），德国男子自行车运动员。他曾代表东德参加1980年夏季奥林匹克运动会自行车比赛，获得公路自行车男子团体计时赛银牌。